# Eriophorum vaginatum
Espèce
Classification phylogénétique

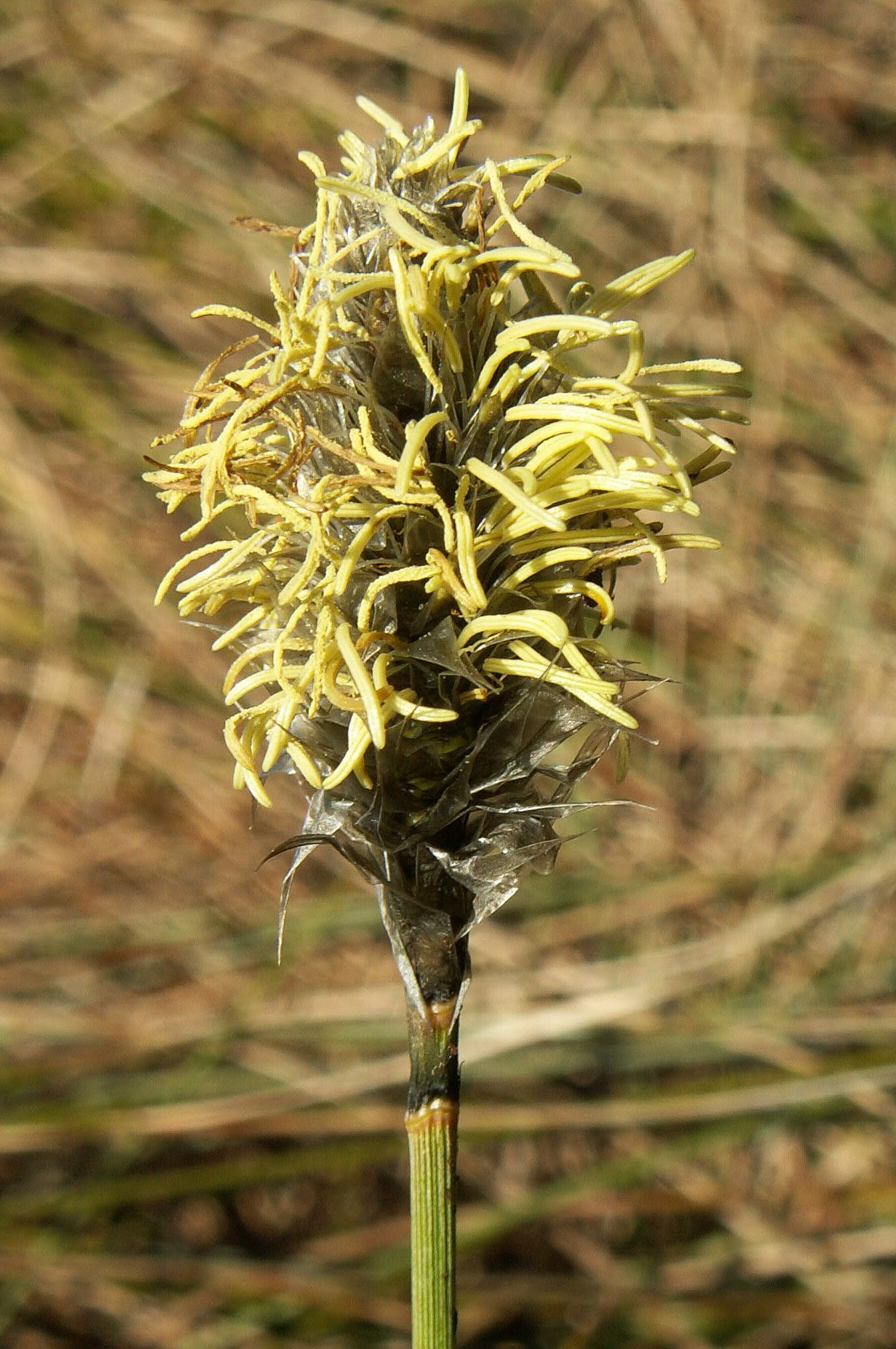
Inflorescence d' Eriophorum vaginatum

La Linaigrette vaginée ou Linaigrette engainée (Eriophorum vaginatum, syn.  Eriophorum spissum Fernald) est une espèce de plante herbacée de la famille des Cyperaceae.

## Caractéristiques
Eriophorum vaginatum forme de grosses touffes. Ses tiges atteignent 60 cm et sont trigones au sommet. Les feuilles sont filiformes (1 mm de large) et trigones.
L’inflorescence comprend un seul épillet, issu d'une gaine nettement renflée. Les 15 à 30 minuscules fleurs s'insèrent à l'aisselle d'écailles d'un gris plus ou moins foncé. Le périanthe est constitué de nombreuses soies blanches. Les anthères, au nombre variant de une à trois, font environ 3 mm, et les pistils sont bruns avec trois stigmates. L'infrutescence est une boule blanche soyeuse formée par les soies du périanthe persistant des nombreux fruits petits, secs et bruns.

## Habitat
La plante vit dans les marais, les landes, les tourbières en terrain acide.